# 试房
试房是东亞古代的一种传统婚俗，一般常见于贵族或富有家庭。在有些地区也称为“试床”、“暖被窝”，参与试房的婢女日后多以陪嫁婢女身份成为妾室（婢妾）。试房之婚俗是指在婚礼前，由準新娘的贴身侍婢和準新郎性交，主要目的在于在婚礼前测试準新郎的性能力，以及为新娘进行性教育。
在日本江戶時代，有所谓“御內證”——在德川幕府將军迎娶御台所（正室）前与将军共枕，教导将军男女之间合欢之事的奧女中——有時是由準御台所的御中臈（贴身侍女）担任。